# Heterandra
Heterandra là một chi bướm đêm thuộc họ Noctuidae.